# 水站花园
水站花园（法語：Jardins de la Gare-d'Eau）是法国勃艮第-弗朗什-孔泰大区杜省省会贝桑松市中心的一个大型河滨公园绿地，散步道沿着杜河延伸,位于水站区（la Gare-d'Eau）和老城区（La Boucle）。

## 历史
在十七世纪，在原来的干涸树沼上，建了散步道和花园，沿着杜河前往邻近的查马尔区（Chamars）和圣雅克医院（Hôpital Saint-Jacques）。

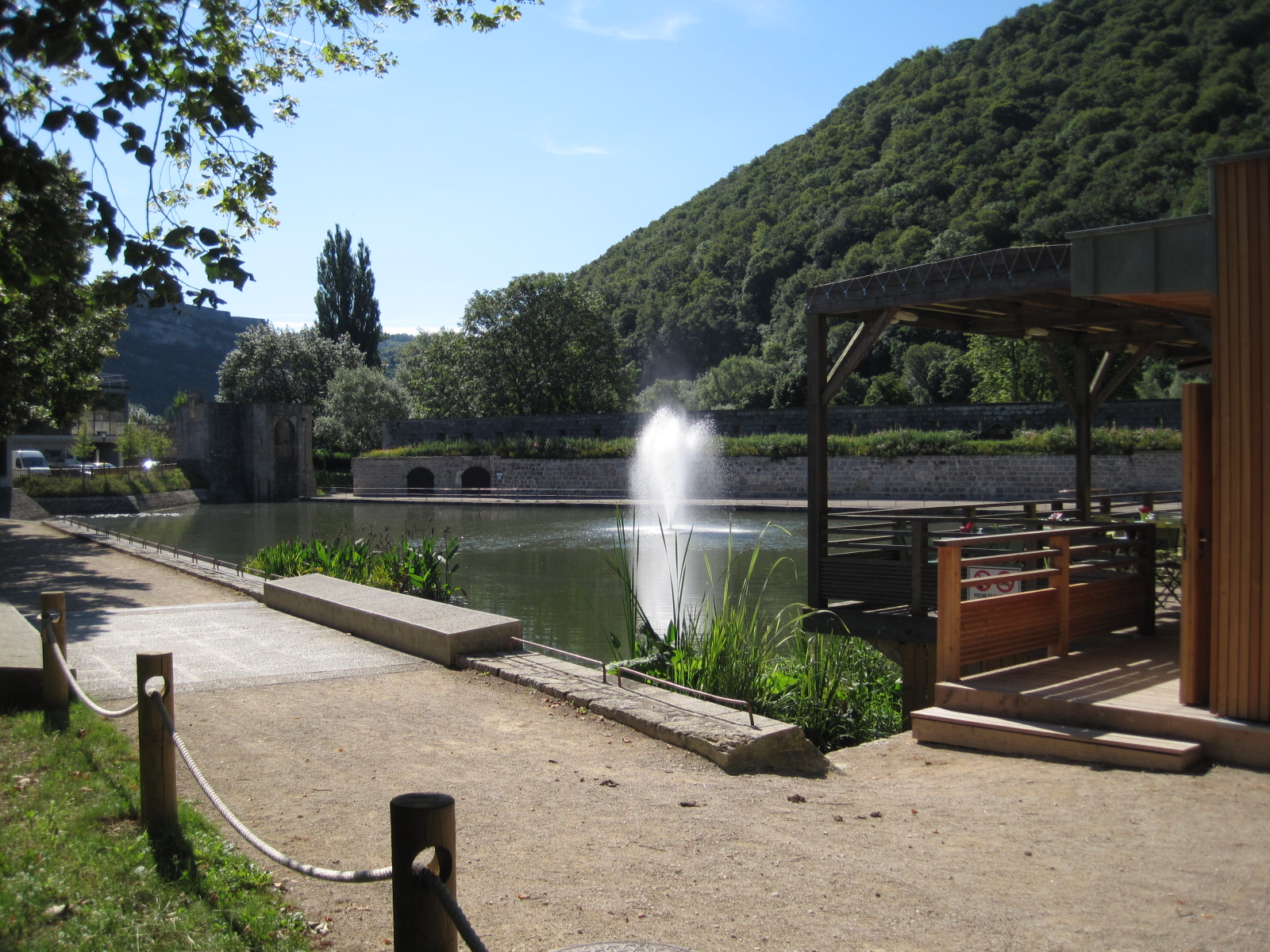
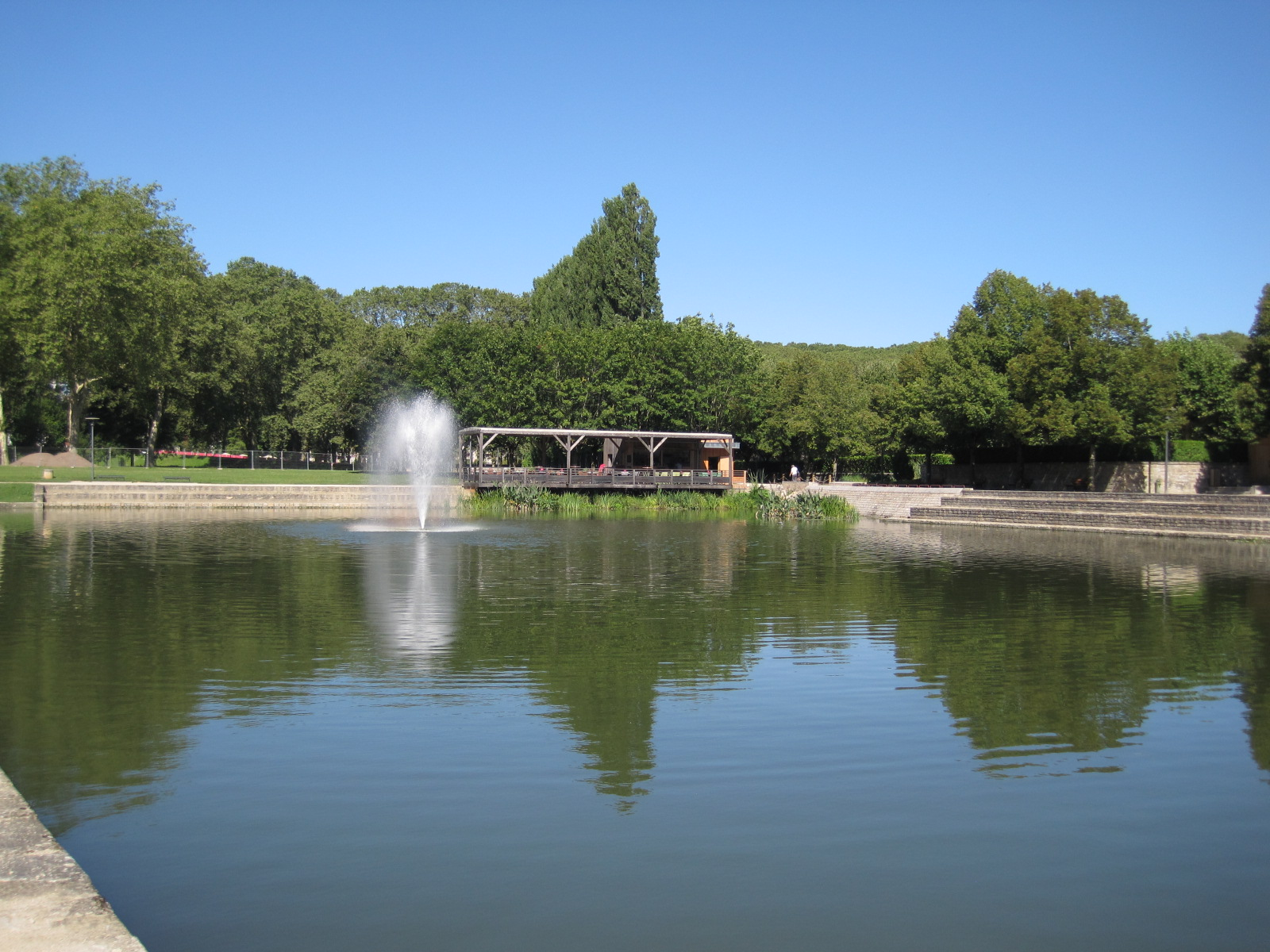
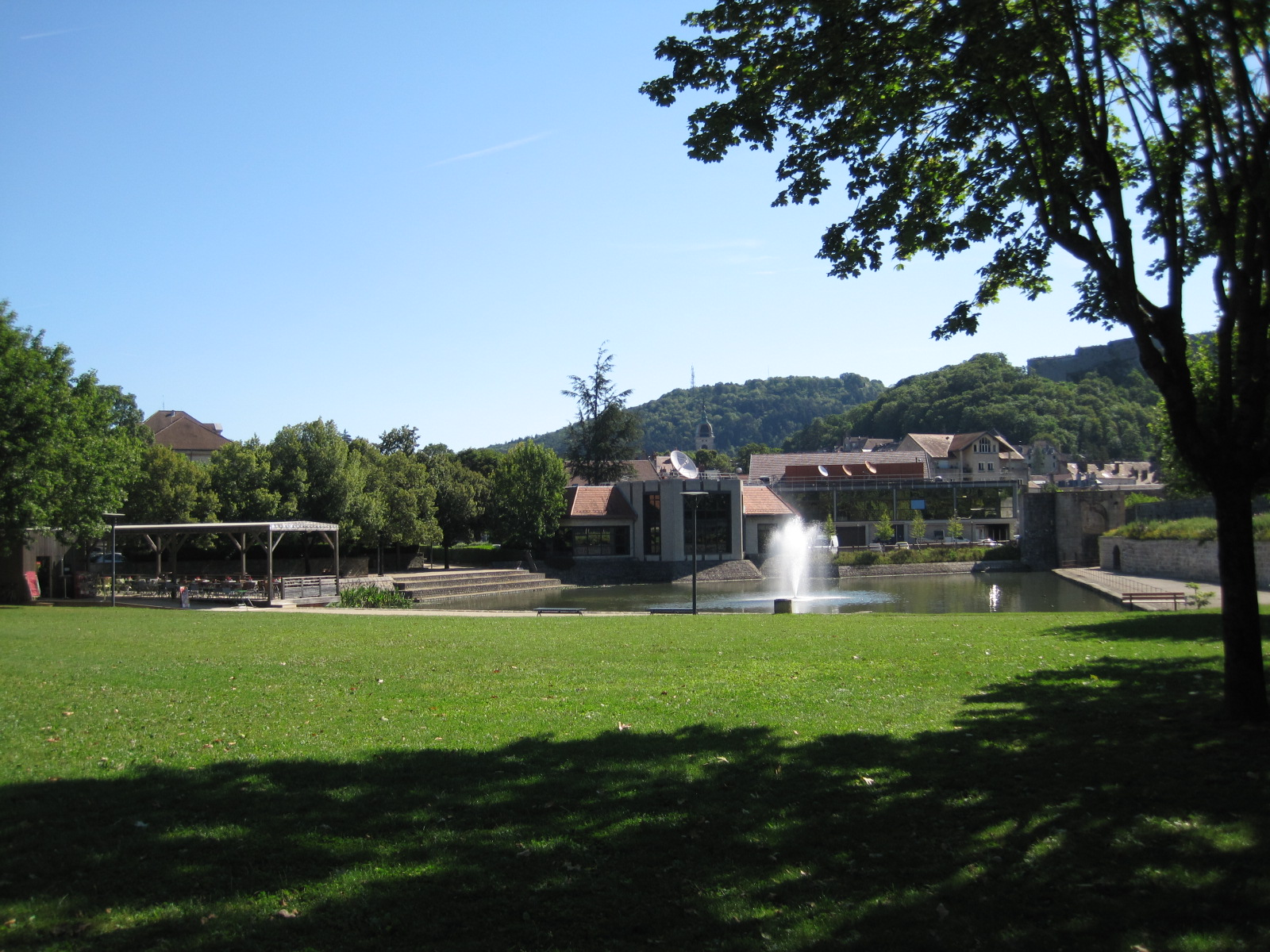
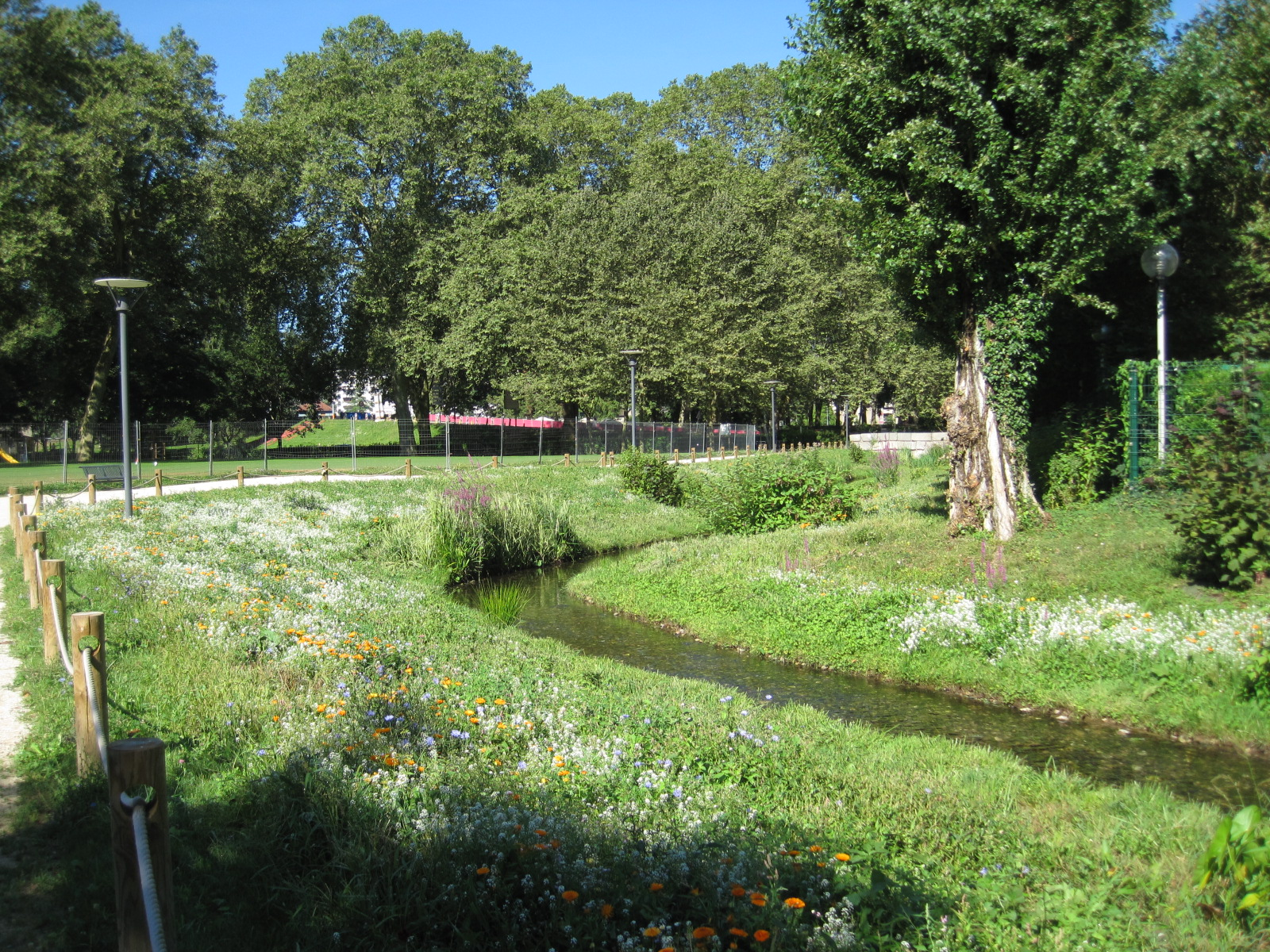
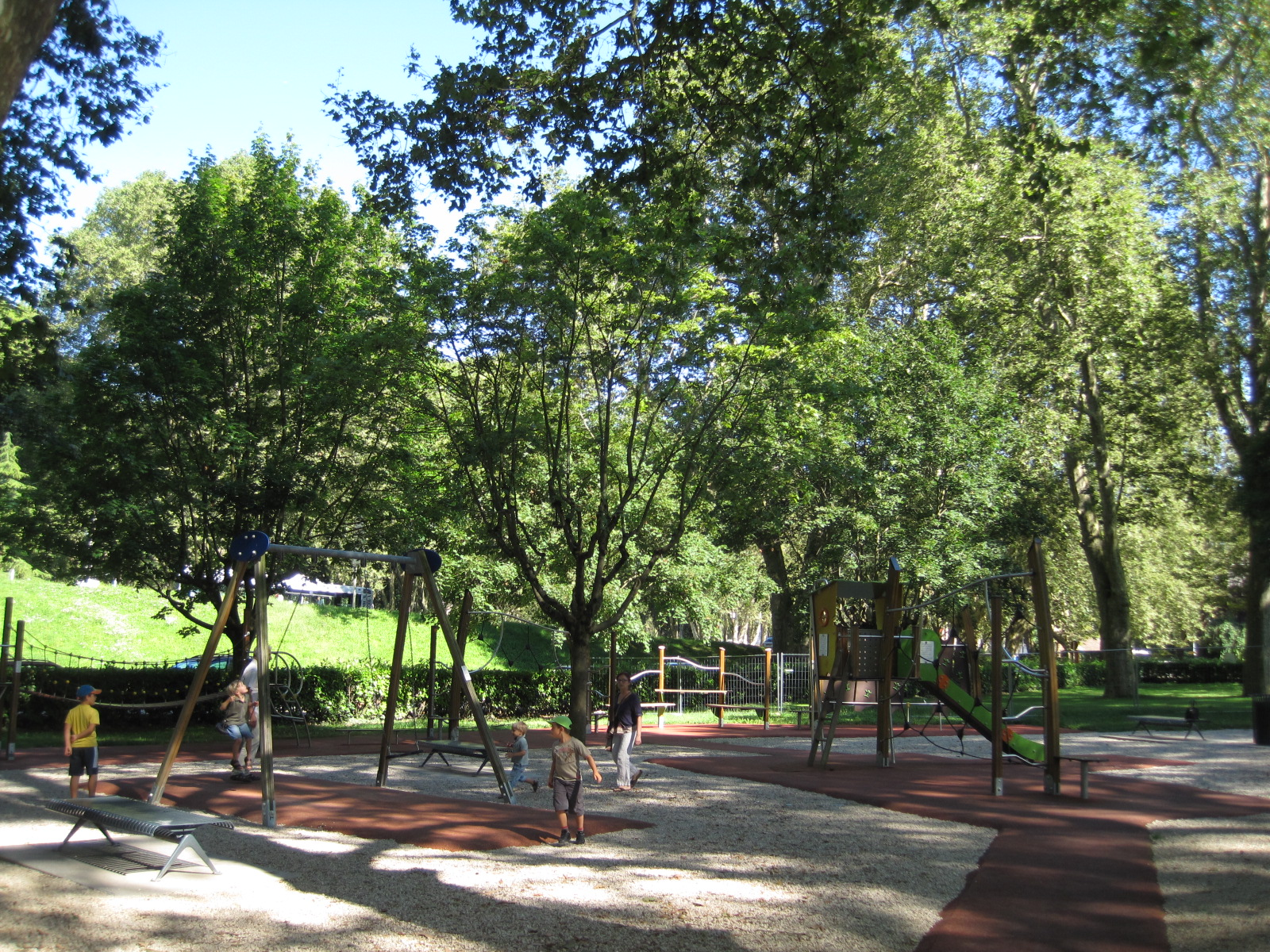

1674年法王路易十四围攻贝桑松后，沃邦沿着散步道修建了防御工事，贝桑松城塞于1683年完工。
19世纪，内河航运发展，该地被改造成内河贸易港口，船只在这里装卸各种货物：木材和葡萄酒…

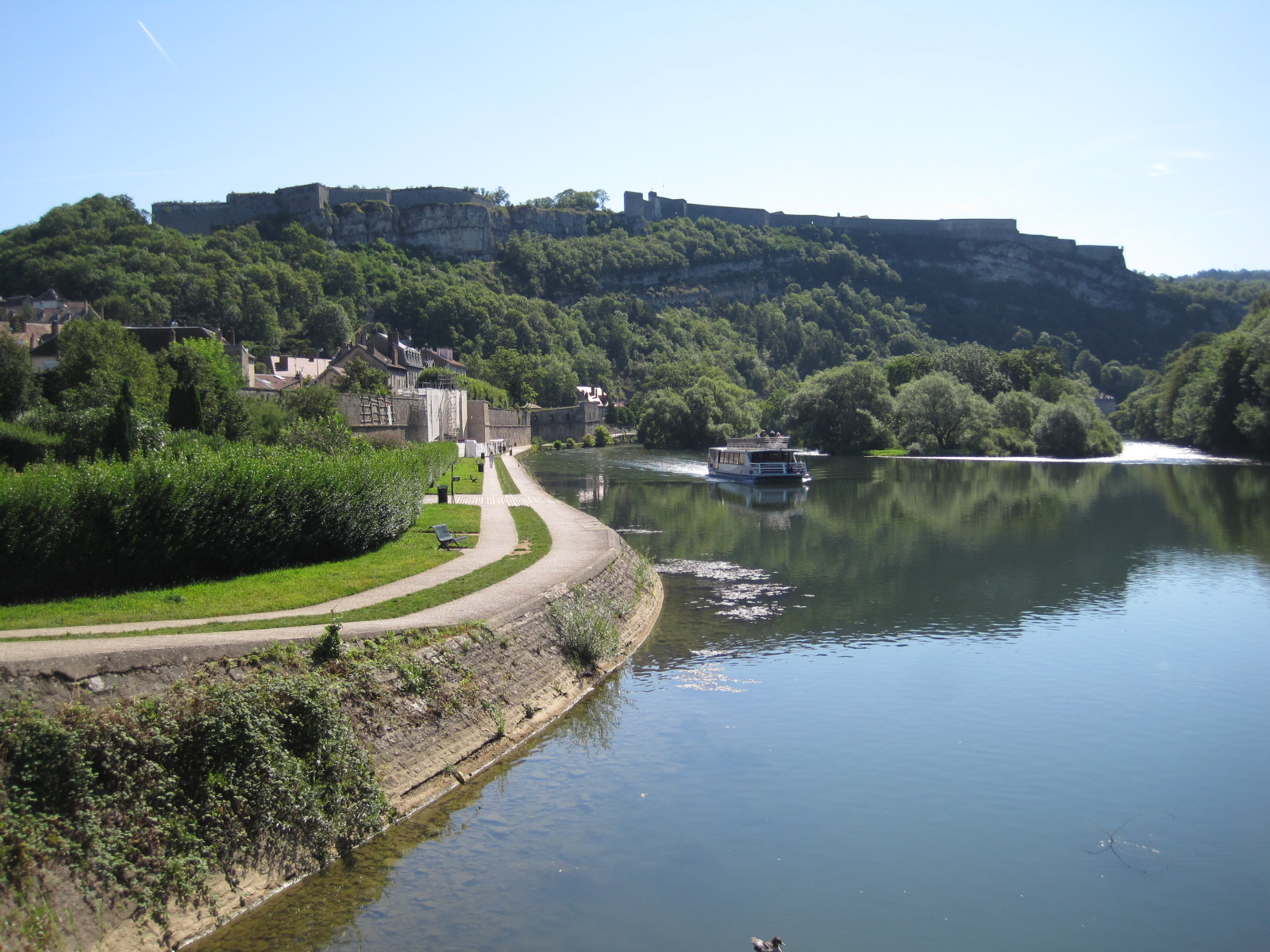
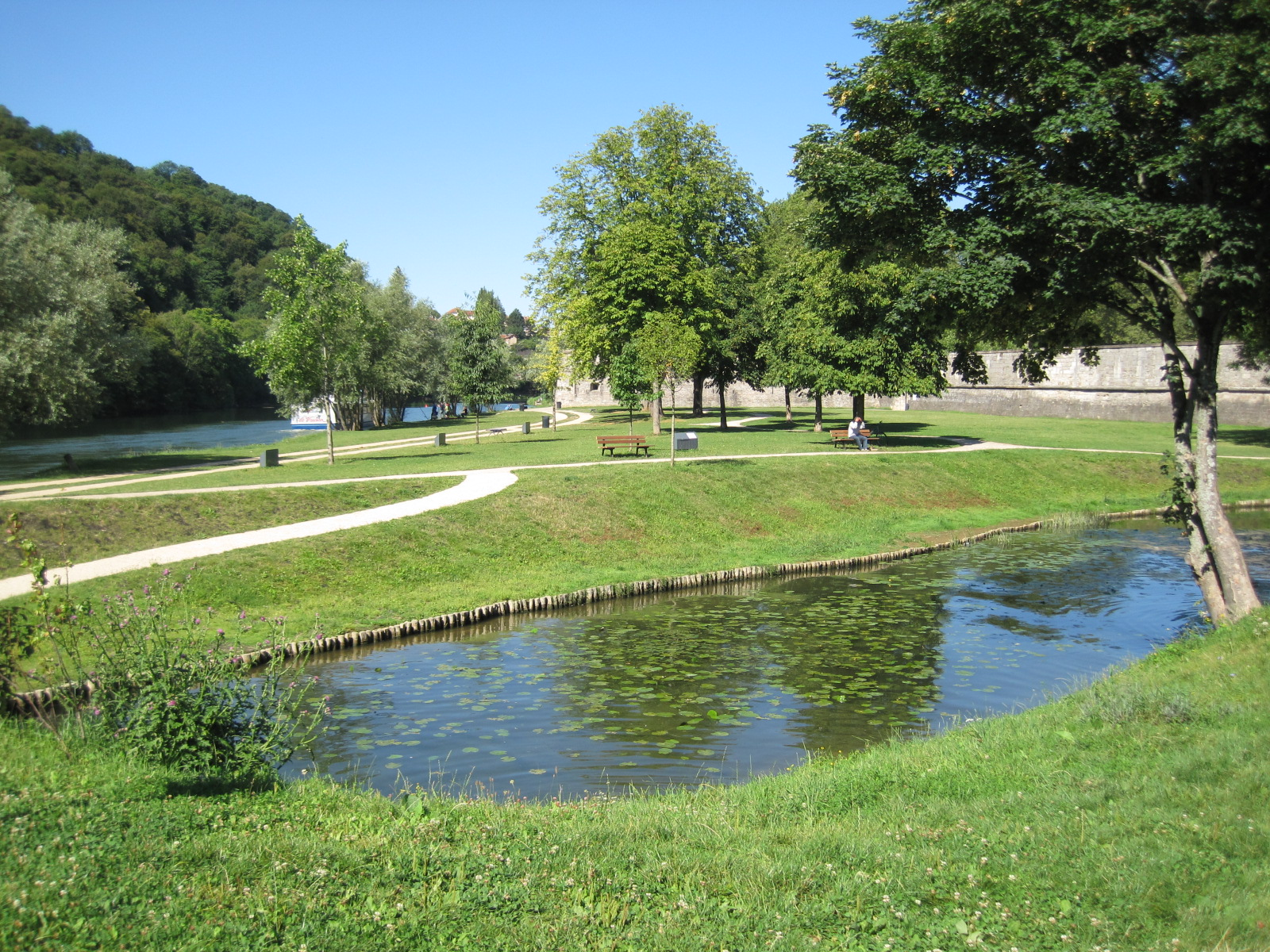
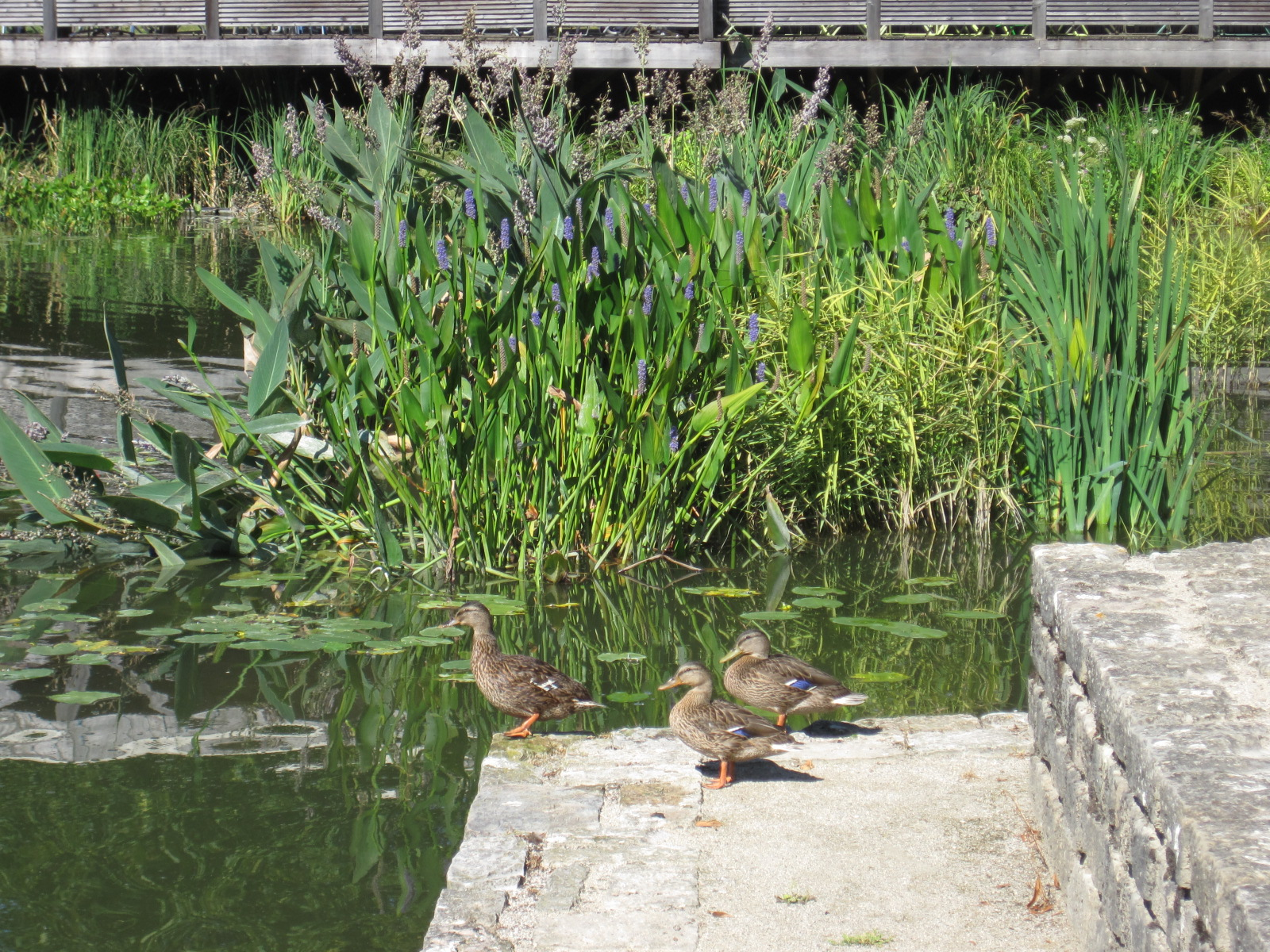
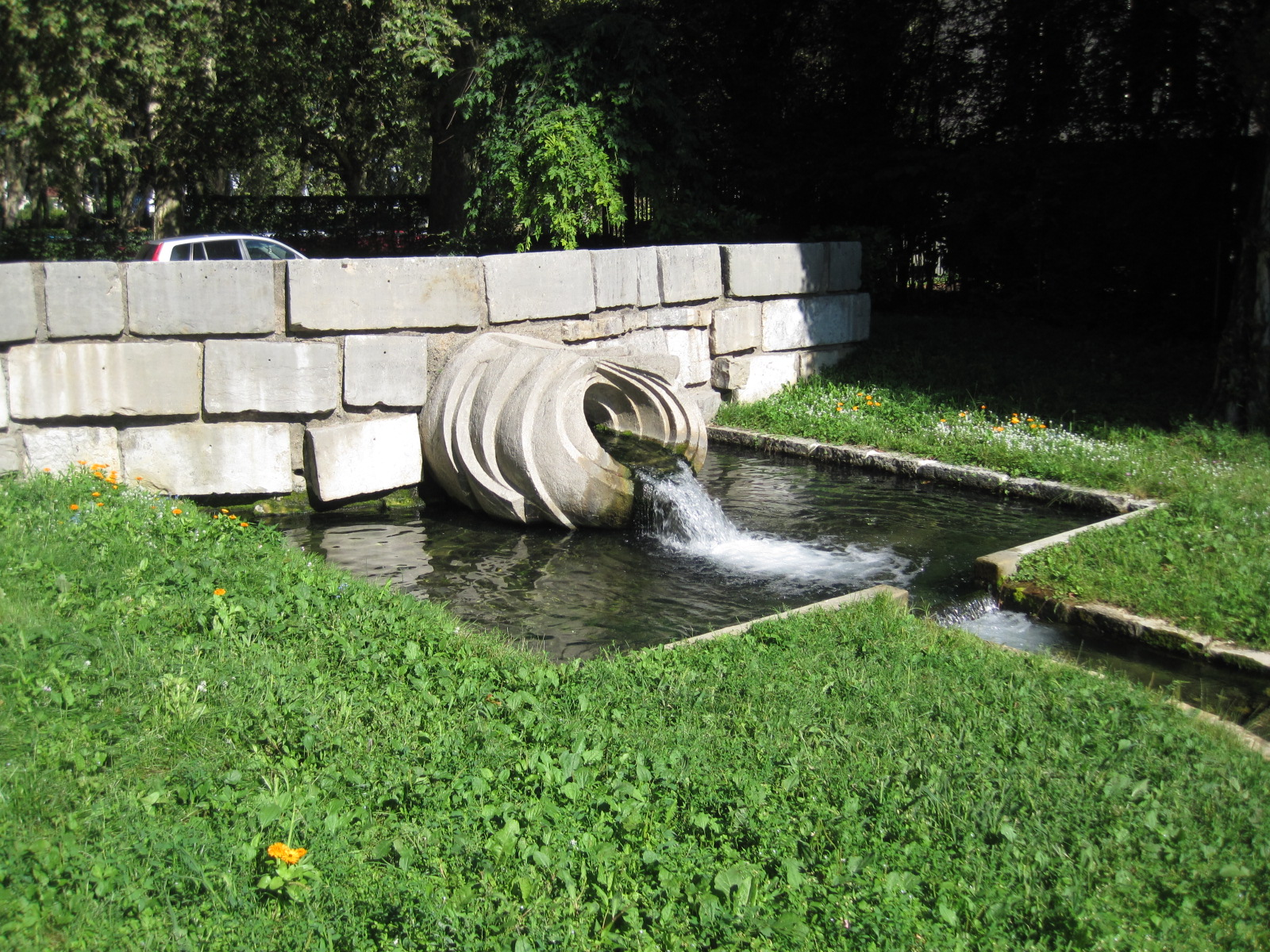

20世纪，货运港口被改造成停泊游船的小港口，沿河改造为公园绿地。

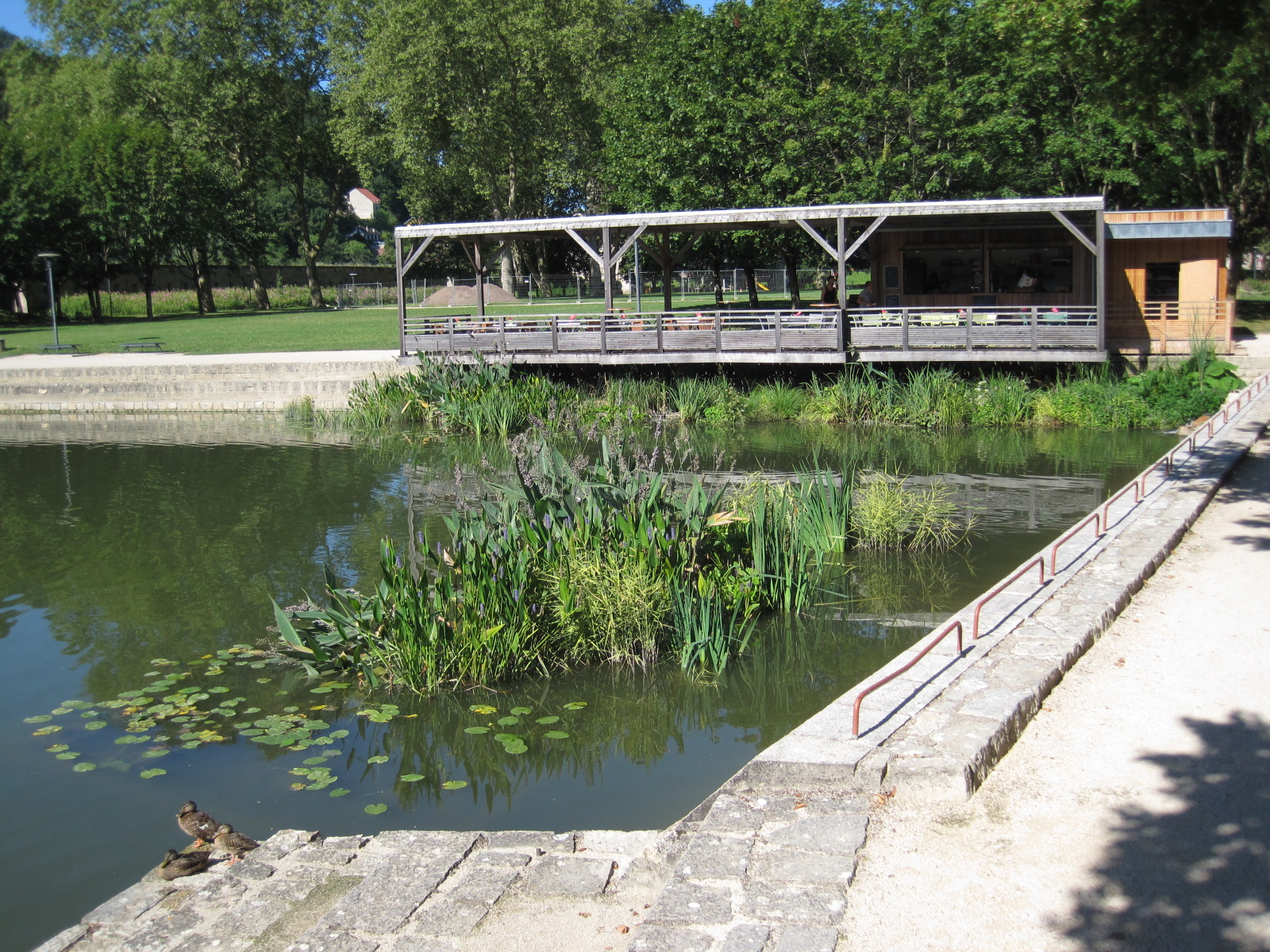
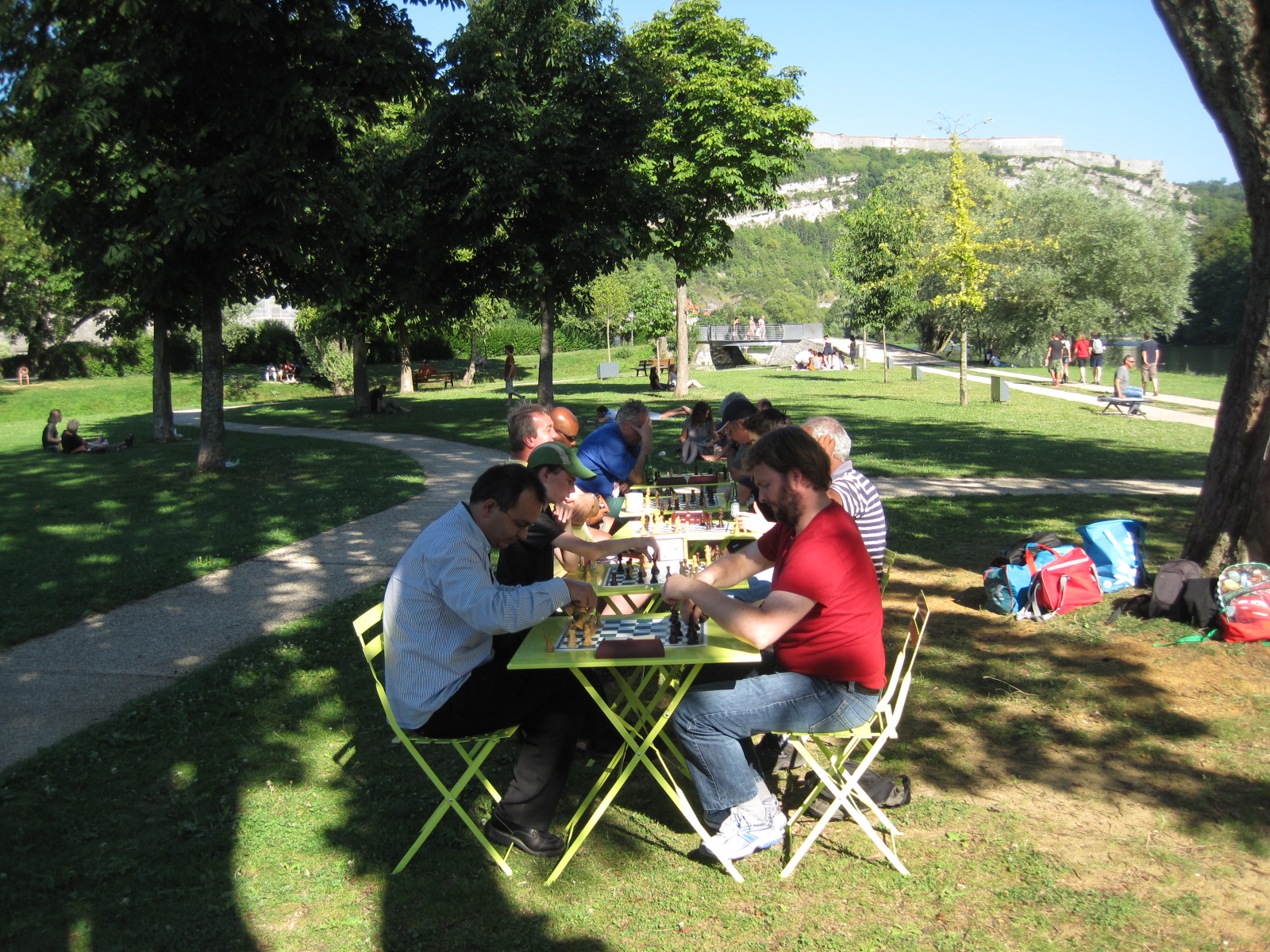
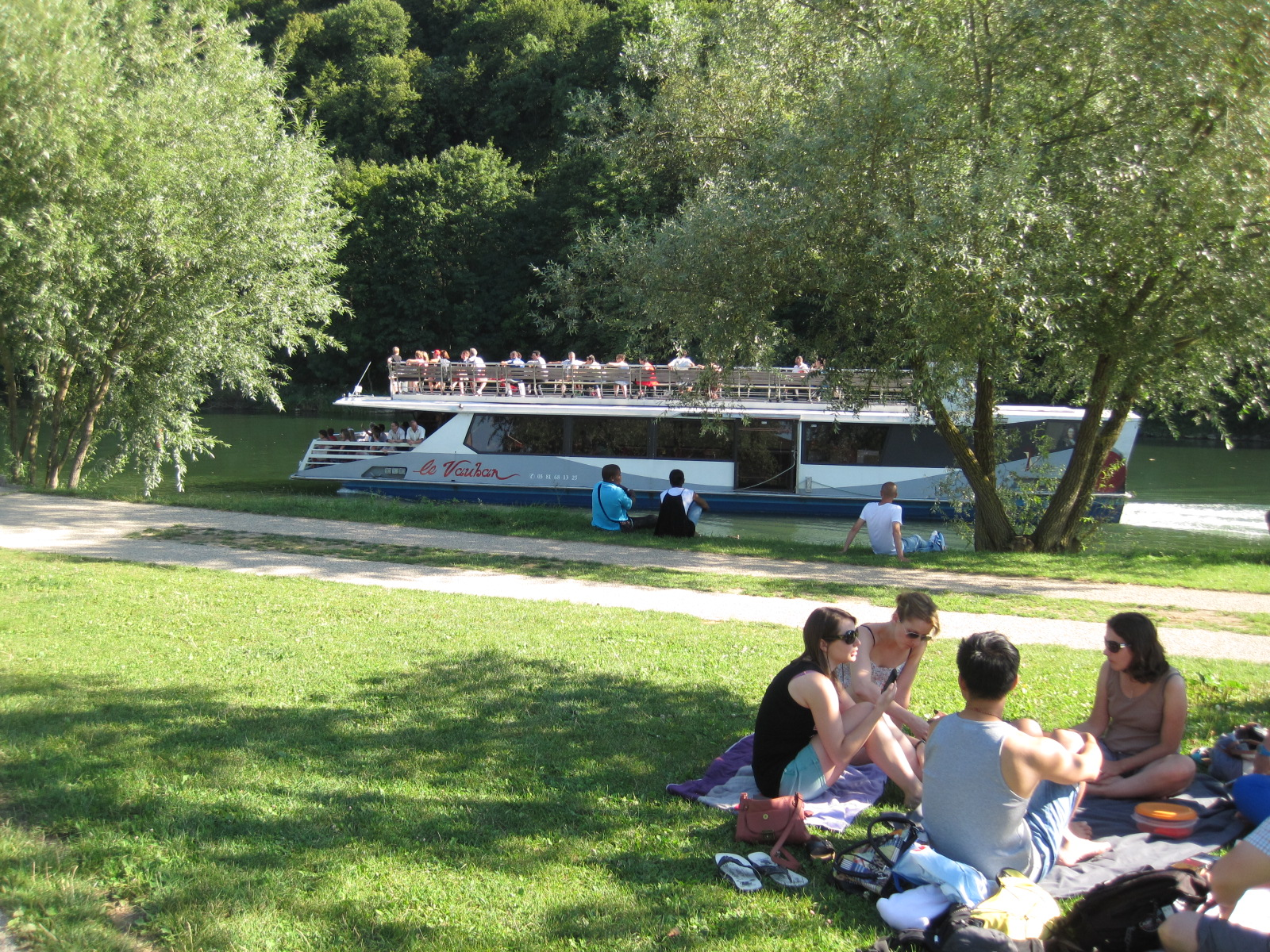
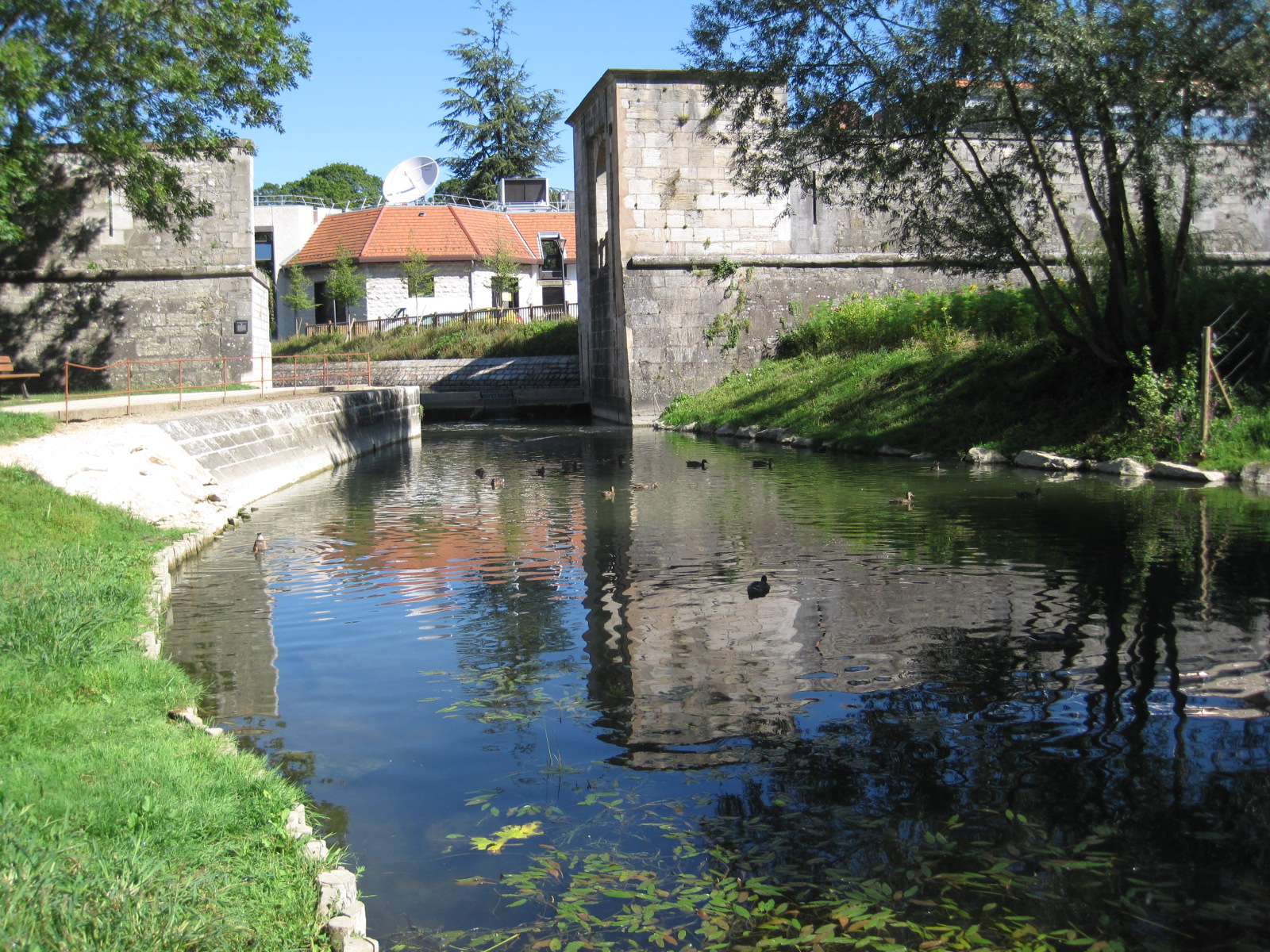